# Infesta (Monterrey)
Infesta (llamada oficialmente San Vicenzo de Infesta) es una parroquia y un lugar del municipio español de Monterrey, en la provincia de Orense, Galicia.

## Toponimia
La parroquia también es conocida por los nombres de San Vicente de Enfesta y San Vicente de Infesta.

## Organización territorial
La parroquia está formada por dos entidades de población:
- Guimarei
- Infesta

## Demografía

### Parroquia
| Gráfica de evolución demográfica de Infesta (parroquia) entre 2000 y 2022 |
|                                                                           |
| Datos según el nomenclátor publicado por el INE.                          |

### Lugar
| Gráfica de evolución demográfica de Infesta (lugar) entre 2000 y 2022 |
|                                                                       |
| Datos según el nomenclátor publicado por el INE.                      |